# Mafiaøen
Mafiaøen er en ø tilhørende Tanzania, beliggende i det Indiske Ocean, lige øst for floden Rufijis delta, og er en del af Zanzibararkipelaget. Øen er ét af seks distrikter i regionen Pwani. På Moresby Point på nordspidsen af øen  står et fyrtorn.
Den største og eneste rigtige by er Kilindoni med omkring 11.000 indbyggere, mens der på hele øen i 2012 var en befolkning på over 46.000. 
Mafia Lufthavns 1.500 meter lange landingsbane er beliggende lige ved Kilindoni.
Befolkningen på Mafiaøen er hovedsageligt beskæftiget med jordbrug, fiskeri og turisme.